# Список акронімів української мови (Г)
Список акронімів української мови, які починаються з літери «Г»:
- ГА ООН — Генеральна Асамблея ООН
- ГАЕС — Гідроакумулювальна електростанція
- ГАЗ — Горьківський автомобільний завод
- ГАМК — Гамма-аміномасляна кислота
- ГАО НАНУ — Головна астрономічна обсерваторія НАН України
- ГАТТ — Генеральна угода з тарифів і торгівлі
- ГБ — Гігабайт
- ГВЗВТ — Глибока та всеохоплююча зона вільної торгівлі
- ГВК — Газоводяний контакт
- ГВК — Галицько-Волинське князівство
- ГВК — Генеральна Військова Канцелярія
- ГВС — Гнучка виробнича система
- ГД — Генеральний директор
- ГДА СБУ — Галузевий державний архів Служби безпеки України
- ГДК — Гранично допустима концентрація
- ГДР — Глобальна депозитарна розписка
- ГДФ — Гуанозиндифосфат
- ГеоТЕС — Геотермальна електростанція
- ГЕРХ — Гастроезофагеальна рефлюксна хвороба
- ГЕС — Гідроелектростанція
- ГЕУ — Географічна енциклопедія України
- ГЕФ — Глобальний екологічній фонд
- ГЗК — Гірничо-збагачувальний комбінат
- ГИРД (рос. ГИРД: Группа изучения реактивного движения) — Група вивчення реактивного руху
- ГІК — Графічний інтерфейс користувача
- ГІС — Геоінформаційна система
- ГКС — Газокомпресорна служба
- ГКУ — Греко-католицькі церкви
- ГЛОНАСС — Глобальна Навігаційна Супутникова Система
- ГМО — Генетично модифікований організм
- ГМО — Гігантський магнетоопір
- ГМТД — Гексаметилентрипероксиддіамін
- ГНБ — Горизонтально направлене буріння
- ГО — Громадська організація
- ГОСТ (рос. ГОСТ: Государственный стандарт) — Державний стандарт
- ГП — Графічний процесор
- ГПА — Газоперекачувальний агрегат
- ГПЗ — Газопереробний завод
- ГПК — Господарський процесуальний кодекс України
- ГПМК — Гостре порушення мозкового кровообігу (Інсульт)
- ГПУ — Генеральна прокуратура України
- ГРВІ — Гостра респіраторна вірусна інфекція
- ГРВН — Група радянських військ у Німеччині
- ГРМ — Газорозподільний механізм
- ГРС — Газорозподільна станція
- ГРСР — Грузинська Радянська Соціалістична Республіка
- ГРУ — Головне розвідувальне управління Генерального Штабу Російської Федерації
- ГРЩ — Головний розподільний щит
- ГС — Гармонізована система опису та кодування товарів
- ГСЗ — Глибинне сейсмічне зондування
- ГСН — Голівка самонаведення
- ГТА (англ. GTA: «Grand Theft Auto») — серія відеоігор
- ГТК — Гідротермічний коефіцієнт
- ГТС — Газотранспортна система України
- ГТФ — Гуанозинтрифосфат
- ГУ МВС — Головне управління внутрішніх справ
- ГУ РСМЗ ЗСУ — Головне управління розвитку та супроводження матеріального забезпечення ЗСУ
- ГУАМ («Грузія, Україна, Азербайджан, Молдова») — Організація за демократію та економічний розвиток ГУАМ
- ГУДБ — Головне управління державної безпеки НКВС СРСР
- ГУЛАГ (рос. Главное управление лагерей) — підрозділ НКВС, який керував системою виправничо-трудових таборів
- ГУНП — Головне управління Національної поліції
- ГУР МОУ — Головне управління розвідки Міністерства оборони України
- ГШ ЗС РФ — Генеральний штаб Збройних сил РФ
- ГШ ЗСУ — Генеральний штаб Збройних сил України
- ГЮХЛК — Головна юніорська хокейна ліга Квебеку
- ҐОНҐО (англ. GONGO: Government-Operated Non-Governmental Organization) — Державою організовані недержавні організації